# Igrzyska Małych Państw Europy 2005
11. Igrzyska Małych Państw Europy – jedenasta edycja igrzysk małych krajów została zorganizowana Andorze. Impreza odbyła się między 30 maja a 4 czerwca 2005 roku. W igrzyskach wystartowało 793 sportowców. Otwarcia zawodów dokonał Joan Enric Vives Sicília. Były to drugie w historii zawody tej rangi, które odbyły się w Andorze.

## Klasyfikacja medalowa
| Klasyfikacja medalowa | Klasyfikacja medalowa | Klasyfikacja medalowa | Klasyfikacja medalowa | Klasyfikacja medalowa | Klasyfikacja medalowa |
| --------------------- | --------------------- | --------------------- | --------------------- | --------------------- | --------------------- |
| Pozycja               | Kraj                  | Złoto                 | Srebro                | Brąz                  | Suma                  |
| 1                     | Cypr                  | 39                    | 28                    | 24                    | 91                    |
| 2                     | Islandia              | 26                    | 23                    | 27                    | 76                    |
| 3                     | Luksemburg            | 18                    | 21                    | 23                    | 62                    |
| 4                     | Monako                | 11                    | 8                     | 18                    | 37                    |
| 5                     | Andora                | 8                     | 14                    | 9                     | 31                    |
| 6                     | Malta                 | 7                     | 13                    | 18                    | 38                    |
| 7                     | San Marino            | 6                     | 9                     | 7                     | 22                    |
| 8                     | Liechtenstein         | 5                     | 5                     | 3                     | 13                    |